# Розга

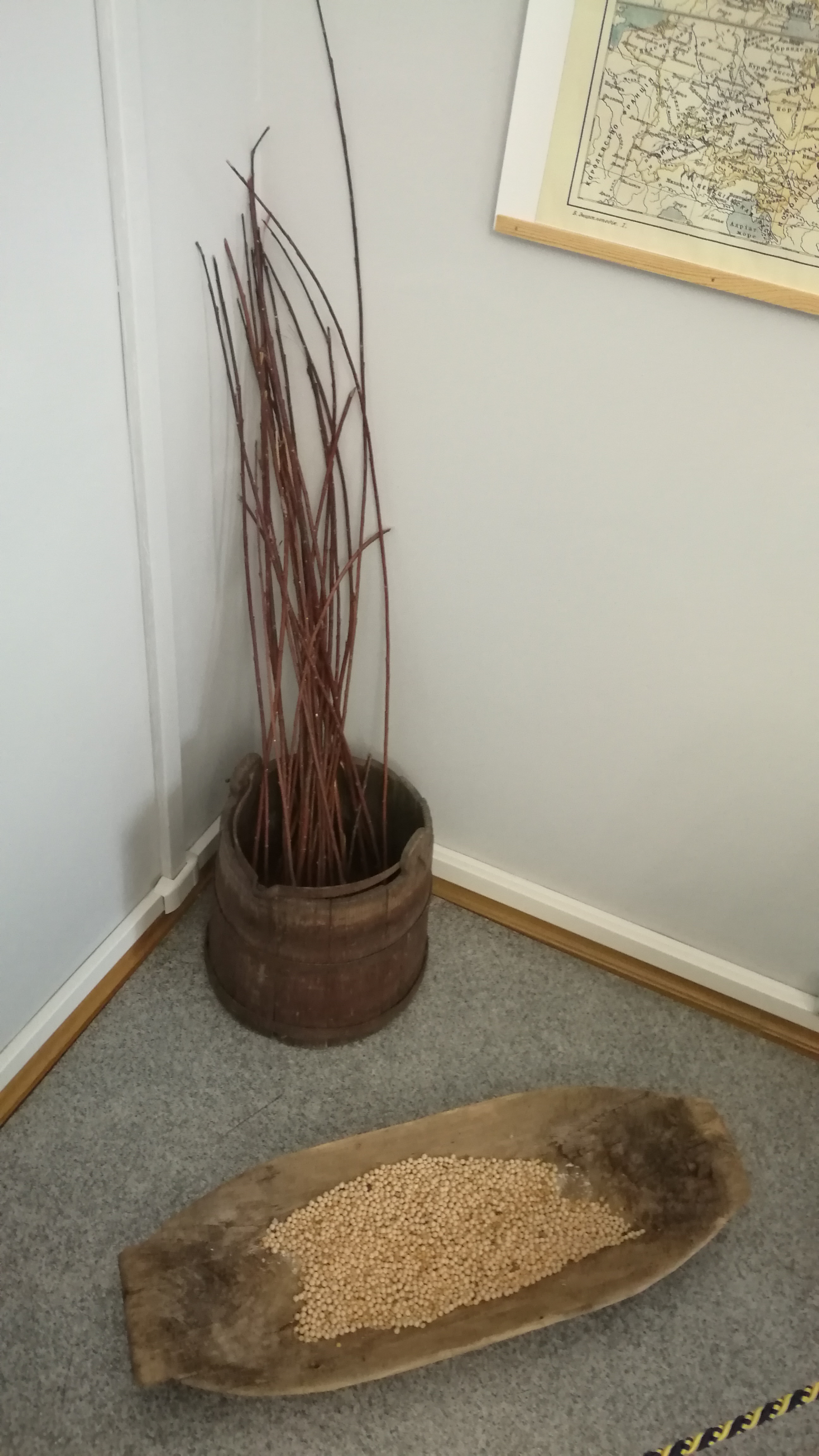
Заготовленные розги и корыто с горохом для стояния на нём. Экспозиция во дворце наместника, Тобольский музей-заповедник

Ро́зга — орудие для осуществления телесного наказания — порки. Представляет собой тонкий и гибкий прут. Для порки может использоваться как один такой прут, так и несколько, связанных в пучок. В отличие от розги-трости, розга, как правило, подготавливается непосредственно для экзекуции и после использования выбрасывается. В процессе изготовления розог их обычно вымачивают в солёной воде или запаривают для придания большей упругости. Процесс наказания розгами, также, как и другими орудиями для телесных наказаний, называют поркой, но когда хотят сказать, что кого-то наказывают розгой, обычно применяют слово «высечь», а не «пороть».

## Изготовление
Розга представляет собой прут, настолько тонкий, гибкий и упругий, чтобы удары, наносимые им по мягким частям тела, причиняли боль. Для изготовления розог обычно используют тонкие и гибкие веточки деревьев или кустарников, а также побеги. Их очищают от отростков и почек, затем несколько суток вымачивают в солёной воде; проникая в структуру дерева, соль дезинфицирует розги, уменьшая шанс занесения инфекции при просекании кожи до крови, и делает их более гибкими и упругими. При изготовлении розог из пород дерева, имеющих большое количество дубильных веществ, например, из черёмухи, их не вымачивают в соли, а непосредственно перед использованием запаривают, подобно банным веникам, то есть опускают на некоторое время в горячую воду.

## Использование

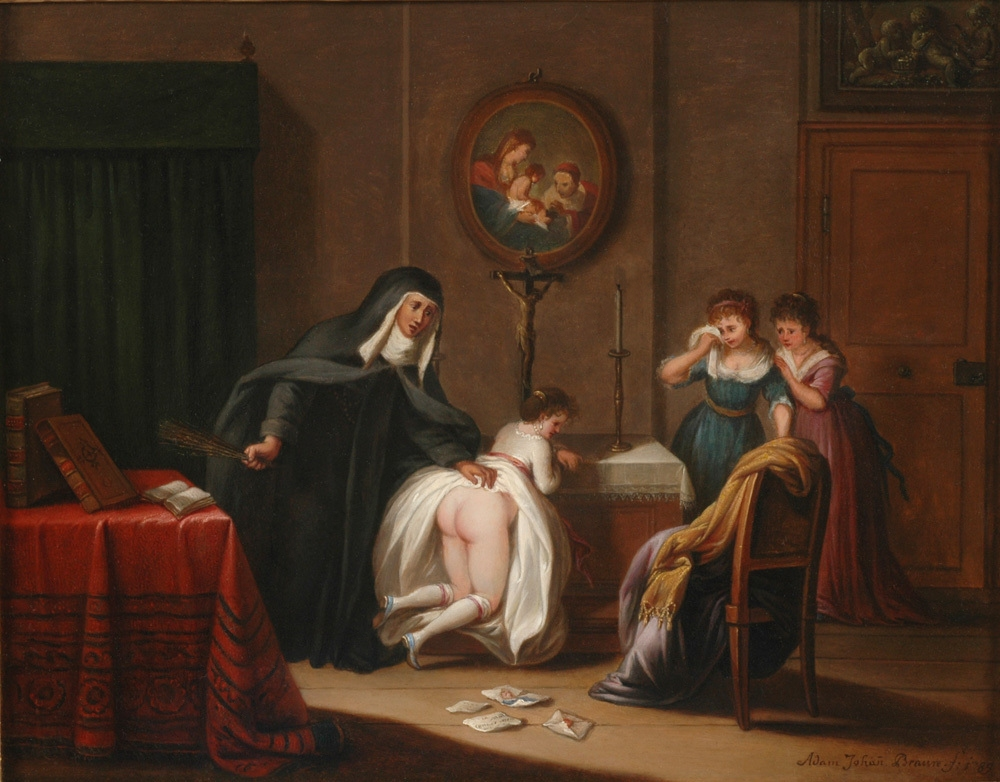
Адам Джоан Браун: Школа для девочек, 1789

Порка розгами осуществляется, как правило, по обнажённым участкам тела. Секут чаще всего по ягодицам, реже по верхней части спины, груди, внутренней и внешней стороне бёдер, ладоням, женским гениталиям, икрам ног, стопам и пяткам. Используются как одиночные розги, так и связанные в пучки по несколько штук. Соль или активированные запариванием дубильные вещества при контакте с повреждаемой кожей также вызывают боль, что позволяет посредством меньшего количества ударов и нанося их с меньшей силой, а значит, и нанося меньше повреждений, причинять более сильную боль. В процессе порки одной розгой или одним пучком, как правило, наносят не более десяти-двенадцати ударов, после чего они теряют гибкость, причиняют меньше боли или вообще ломаются, из-за чего их выбрасывают и берут новые, поэтому во время одной порки используется много розог, что отличает порку розгой от порки розгой-тростью, когда большое количество ударов наносится одним орудием.

## История
Как вид телесного наказания, порка розгами известна с глубокой древности (Древний Египет, Древний Рим, Древняя Греция (особенно Спарта), упоминания в Библии) и было повсеместно распространено в Европе вплоть до XIX века (в Великобритании — до середины XX века) в судебно-административной (в англосаксонской системе права), и военно-дисциплинарной практике. В Российской империи порка розгами как официальное дисциплинарное телесное наказание была отменена в 1903 году.

Розги также применялись для телесных наказаний учеников в школах практически всех европейских стран с момента их появления. Так, в школах Великобритании заготовка розог входила в обязанности некоторых людей из обслуживающего персонала, в некоторых — самих учеников. Порка (англ. birching) традиционными розгами, в русском понимании этого слова (англ. birch), практиковалась там до середины XIX века, после чего они были повсеместно заменены на розгу-трость (кейн, англ. cane), из-за чего порка стала именоваться словом англ. caning. Порка тростью и телесные наказания в целом были законодательно запрещены на территории Великобритании в 1984 году в государственных школах, а в частных — на рубеже XX–XXI веков.
В настоящее время[когда?] порка розгами сохраняется в качестве одного из видов BDSM-практик.